# Joe Lee Johnson
Joe Lee Johnson (* 11. September 1929; † 26. Mai 2005) war ein US-amerikanischer NASCAR-Rennfahrer. Im Jahre 1959 war er Meister der NASCAR Convertible Division. Zudem war er der erste Fahrer, der das World 600, das heutige Coca-Cola 600, gewann. Er ist nicht verwandt mit den NASCAR-Fahrern Junior Johnson und Jimmie Johnson.

## Karriere
Johnsons Karriere in der NASCAR begann 1957 im Rennen auf dem Daytona Beach Road Course, welches er auf Platz 33 beendete. Im Jahre 1957 fuhr er nur noch ein weiteres Rennen. 1958 startete er in zwei Rennen in der NASCAR Convertible Division, in denen er relativ erfolgreich war. Deshalb entschloss sich Johnson an allen Rennen der Convertible Division Saison 1959 teilzunehmen. Zudem fuhr er im Jahre 1959 eine größere Anzahl von Rennen in der Grand National Division, dem heutigen Sprint Cup. Er gewann ein Rennen in der Grand National Division und zwei in der Convertible Division, in der er auch die Fahrer-Meisterschaft gewann. Johnson war der letzte Meister der Convertible Division, denn 1960 gab es diese Serie aufgrund des zu geringen Interesses nicht mehr. Da es die Convertible Division nicht mehr gab, konzentrierte sich Johnson im Jahre 1960 nur noch auf die Grand National. Er nahm an 22 der 44 Saisonrennen teil. Achtmal kam er in den Top-10 ins Ziel, sechsmal in die Top-5 und einmal konnte er gewinnen. Diesen einen Sieg holte er im World 600, das damals, im Jahre 1960, erstmals ausgetragen wurde. Nach seinem Sieg im World 600 erreichte er nichts Bemerkenswertes mehr. Er beendete am 5. August 1962 im Nashville 500 auf dem Nashville Speedway seine Rennfahrer-Karriere.
Joe Lee Johnson starb am 26. Mai 2005 an Krebs.